# George, Wes-Kaap
- Pentru orice alte utilizări, vedeți George (dezambiguizare) .

George este un oraș din Provincia Western Cape, Africa de Sud.